# Березівка (Прилуцький район, Івковецька сільська рада)
Березівка  — колишнє село в Україні, у Прилуцькому районі Чернігівської області. Підпорядковувалось Івковецькій сільській раді.
30 грудня 1987 року Чернігівська обласна рада зняла село з обліку.